# Butteryhaugh
Butteryhaugh – wieś w Anglii, w hrabstwie Northumberland. Leży 68 km na północny zachód od miasta Newcastle upon Tyne i 445 km na północ od Londynu.